# Закаменские буряты
Зака́менские буря́ты (бур. Захааминай буряадууд) — этнотерриториальная группа в составе бурятского этноса. Расселены в западной части горного хребта Хамар-Дабан в верховьях реки Джиды и ее притоков.

## Родоплеменной состав
В состав этнотерриториальной группы закаменских бурят входят такие малые племена, как хонгодор (вкл. саган (сагаан), шурунхан, шуртхэ), тэртэ, хурхуд, хойхо (хойго, hойhо), булбэ (бульбэ, булбу), хоршод (хорчид, хорхид), салжууд (салджиуд, сальжуд), атаган, бурэнгуд (буруунгууд), алагуй, сартул (вкл. шара азарга, зээрдэ азарга, хэрдэг), уляаба (уляба), долоонгуд (долонгуд), дурбэнгуд (дурбэнгууд), боолдой (болдой), соохэр (сохэр), ангад, зунгар, барунгар, галзуд, шоно, тангуд, сойот, заяктай (заягтай), сэнтигэн, шошолог, монга. В составе крупного этнического подразделения хойхо (хойго, hойhо, hойхо, сойго, сойсо, сойцо) значатся следующие роды: хойхо (хойго, hойhо), дажи, хорчид (хорхид), бурэнгуд, барунгар, зунгар, минаахай, ухин, булбэ ураг, дани. У закаменских тэртэ имеются свои подроды: ехэ, бага, шагнаан, зодбо, маалинха. Основу закаменских тэртэ составляют поколения бажигадай и мангадай, в именах которых прослеживается связь с этнонимами «бажиган»/«бажинаг» и «мангуд».
Также в составе закаменских бурят упоминаются роды: цонгол (сонгол), баяндай, бахасар, монгол, урянхай, хан-хиргис (хан хиргиз), айшха, донхой, хоогой, хохо, мосхоо, батажаан, аштараг, далахай, яхирмай, алита, ангад, абхай, бохон, жаба, ярангадай, шаглаан, гоноон, бороон, хабарнууд, дайраан, онгорёон, буубэлдэй, хуртага, олёт, уриган, шуртахаан, моотогон, алтан, шудхэ, алтай, турай, хоржоон, судагай, мордуушха, бортоон, шагнаан, зодбо, жодоохон, гуур, улаантан, манза, пайбал, ярхай, попоос, мардан, будуухай, гуринха, бурзай, болхой, тангаан (тангад), монхоо, ходой, обохон, бааял, шара хамган, табаха, шаранхай, гуша, арагата, буха, хара буха, хантай, зармагтай, халзан, шахай, ехэ гохин, бага гохин, хоондо, улзы, улэнтэ, содоор, ханхабай, хаарал, эрхэ, минаахай, шоохой, омойхон, шамайхан, ажахай, хухэ толгой, ноёд.
Основу составляют малые племена, неприсоединившиеся к большим племенам. Представлены хонгодорские племена, а также группы булагатов и эхиритов. Племена сартул и атаган являются частью племен, расселявшихся в XVII веке в устье Селенги. Присутствуют сойоты и тунгусские племена: заяктай и сэнтигэн, которые в течение XIX века были ассимилированы бурятами.